# Cieciułów (gromada)
Cieciułów (do 28 II 1956 Bugaj; alt. Cieciółów) – dawna gromada, czyli najmniejsza jednostka podziału terytorialnego Polskiej Rzeczypospolitej Ludowej w latach 1954–1972.
Gromady, z gromadzkimi radami narodowymi (GRN) jako organami władzy najniższego stopnia na wsi, funkcjonowały od reformy reorganizującej administrację wiejską przeprowadzonej jesienią 1954 do momentu ich zniesienia z dniem 1 stycznia 1973, tym samym wypierając organizację gminną w latach 1954–1972.
Gromadę Cieciułów (zapisano jako Cieciółów, przez „ó”) z siedzibą GRN w Cieciółowie (również przez „ó”) utworzono 29 lutego 1956 w powiecie wieluńskim w woj. łódzkim w związku z przeniesieniem siedziby gromady Bugaj z Bugaja do Cieciułowa i zmianą nazwy jednostki na gromada Cieciółów (Cieciułów). W 1957 roku (grudzień) gromadzka rada narodowa składała się z 21 członków.
Pisownia przez „ó” (Cieciółów) występuje tylko w op. cit. uchwale dot. utworzenia gminy (niewykluczone jest zaistnienie literówki); we wszystkich późniejszych publikacjach – począwszy od op. cit. wykazu liczby członków GRN z grudnia 1956 roku – podawana jest już zawsze pisownia Cieciułów.
Gromada Cieciułów przetrwała do końca 1972 roku, czyli do kolejnej reformy gminnej.